# Sima Jian
Sima Jian (chinesisch 司馬柬, * 262; † 291) war ein Prinz der chinesischen Jin-Dynastie. Er war der dritte Sohn des Kaisers Wu und der jüngere Bruder des Kronprinzen Sima Zhong, später Kaiser Hui.
Sima Jians Vater übernahm die Macht im Jahr 265. 270 ernannte er Sima Jian zum Prinzen von Ru'nan, um 276 zum Prinzen von Nanyang. Im Jahr 289, kurz vor seinem Tod, ernannte der Kaiser Sima Jian zum Prinzen von Qi. Sima Jian starb noch kurz vor Ausbruch des Bürgerkriegs um die Nachfolge im Jahr 291. Er erhielt den postumen Titel Prinz Xian von Qin.
| Personendaten    | Personendaten      |
| ---------------- | ------------------ |
| NAME             | Sima, Jian         |
| ALTERNATIVNAMEN  | Xian, Prinz von Qi |
| KURZBESCHREIBUNG | chinesischer Prinz |
| GEBURTSDATUM     | 262                |
| STERBEDATUM      | 291                |